# خوران عليا
خوران عليا (بالفارسية: خوران علیا) هي قرية تقع في قسم نبوت الريفي (مقاطعة إيوان) في إيران. يقدر عدد سكانها بـ 503 نسمة بحسب إحصاء 2016.